# Stéphane Rideau
Stéphane Rideau (25 de julho de 1976) é um ator francês.